# Creier

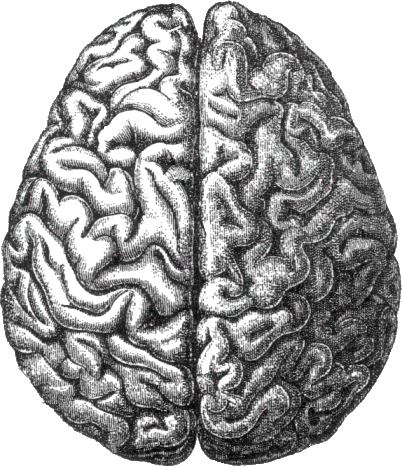
Creierul uman (reprezentare)

Creierul sau encefalul (lat. cerebrum, grec. Ενκέφαλον, encephalon) reprezintă partea principală a  sistemului nervos central aflată în interiorul craniului. El controlează numeroase funcții complexe ale organismului, funcții autonome, precum bătăile inimii, mersul, respirația și digestia, sau funcții cognitive care se află sub controlul conștient al persoanei, precum generarea de gânduri și emoții. Creierul la animalele vertebrate este protejat de cutia craniană, fiind căptușit cu o membrană (meninge).
Într-un creier uman există între 85 și 100 miliarde de neuroni, fiecare dintre ei având cam 10.000 de conexiuni.

## Fiziologie
Encefalul funcționează ca un sistem centralizat complex la un nivel superior, ce coordonează comportarea organismului în funcție de informațiile primite.
De fapt, nu toate informațiile de la nervii periferici ajung până la scoarța cerebrală ci, prin împletiturile nervilor (plexuri), sunt reținute în unii centri nervoși externi, precum măduva spinării sau bulbul rahidian. Deci, la unele informații reacționăm inconștient, prin reflexe.
La animalele cu un sistem nervos superior, precum la om, există acest sistem nervos autonom, care funcționează independent de sistemul nervos central (din creier).
Acest sistem nervos autonom coordonează mai rapid, ușurează activitatea creierului, care ar fi supraîncărcat de informații, putând ajunge la blocarea activității cerebrale (inhibiția corticală). Printre astfel de reflexe ale sistemului nervos vegetativ se pot aminti: respirația, activitatea cardiacă, digestia, excreția, setea și reproducerea.
Funcția creierului se realizează printr-o rețea densă de neuroni. Această activitate a creierului se măsoară prin EEG (electro-encefalo-gramă), care stabilește intensitatea biocurenților produși la acest nivel.
Diferențierea structurală și funcțională a celulelor nervoase cu diferite ierarhii pe scara evoluției speciilor se manifestă prin apariția inteligenței și a capacității de a învăța, prin proprietățile plastice neuronale.

## Anatomie

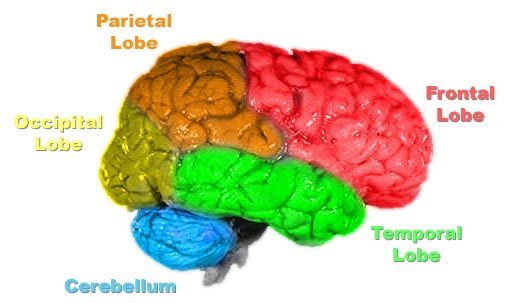
Lobii scoarței cerebrale: lobul frontal (roșu), temporal (verde), occipital (galben) și parietal (portocaliu). Cerebelul (albastru) nu face parte din telencefal.

Creierul este format din trei părți principale: anterioară, medie și posterioară.
Encefalul cuprinde:
- trunchiul cerebral - aici își au originea 10 din cei 12 nervi cranieni, este sediul unor reflexe somatice și vegetative.
- cerebelul - extirparea sa generează astenie, astazie și atonie, care sunt atenuate ulterior prin compensare corticală.
- diencefalul - cuprinde talamusul, metatalamusul, subtalamusul, epitalamusul și hipotalamusul.
- emisferele cerebrale - reprezintă cea mai mare parte a sistemului nervos central.[3]